# Les Hommes du Yamato
Pour plus de détails, voir Fiche technique et Distribution.
Les Hommes du Yamato (男達の大和, Otokotachi no Yamato) est un film japonais réalisé par Jun'ya Satō, sorti en 2005.

## Synopsis
Le film décrit la très forte camaraderie des marins du cuirassé Yamato, le plus grand navire de guerre jamais construit durant la Seconde Guerre mondiale, qui connut un destin tragique en 1945 lorsqu'il sombra. Après un long entrainement puis ses réparations après la défaite de la bataille du golfe de Leyte, en avril 1945 l'opération Ten-Gō est lancée, et le cuirassé Yamato - dernière fierté de la marine impériale japonaise - est envoyé en ultime mission de protection d'Okinawa, attaquée par les forces d'invasion des États-Unis. Les 3 333 hommes d'équipage savent qu'il n'y aura pas assez de carburant pour le retour, conscients que la mère patrie - l'empire du Japon - est à bout de souffle.

## Fiche technique
- Titre : Les Hommes du Yamato
- Titre original : 男達の大和 (Otokotachi no Yamato?)
- Réalisation : Jun'ya Satō
- Scénario : Jun'ya Satō d'après le roman de Jun Henmi
- Effets spéciaux : Hiroshi Butsuda (ja)
- Photographie : Yoshitaka Sakamoto (ja)
- Décors : Toshiyuki Matsumiya et Noriyuki Kondō
- Montage : Takeo Yoneda
- Son : Nobuhiko Matsukage (ja) et Tetsuo Segawa
- Éclairages : Takeshi Ōkubo
- Musique : Joe Hisaishi
- Producteurs : Noriko Koyanagi, Haruki Kadokawa, Sunao Sakagami et Tan Takaiwa
- Société de production : Toei Animation
- Pays de production :  Japon
- Langue originale : japonais
- Format : couleur
- Genre : film dramatique, film de guerre
- Durée : 145 minutes (2h25)
- Dates de sortie :
  - Japon : 17 décembre 2005[1]

## Distribution
- Shidō Nakamura : Mamoru Uchida
- Ken'ichi Matsuyama : Katsumi Kamio (15 ans)
- Tatsuya Nakadai : Katsumi Kamio (75 ans)
- Kyōka Suzuki : Makiko Uchida
- Takashi Sorimachi : Shohachi Moriwaki
- Yū Aoi : Taeko

## Autour du film
Le single Close your Eyes, tiré du film, est signé Tsuyoshi Nagabuchi.
Le DVD japonais fut disponible à l'achat à partir du 4 août 2006.
Globalement méconnu en Occident, le film a été un gros succès au Japon, attirant 5,11 milliards de Yens de recettes.

## Distinctions

### Récompenses
- 2006 : Blue Ribbon Award du meilleur réalisateur pour Jun'ya Satō[2]
- 2006 : prix Yūjirō Ishihara aux Nikkan Sports Film Awards[3]
- 2007 : prix des meilleurs décors pour Toshiyuki Matsumiya et Noriyuki Kondō et du meilleur son pour Nobuhiko Matsukage (ja) et Tetsuo Segawa aux Japan Academy Prize[4]

### Nominations
- 2007 : prix du meilleur film, du meilleur réalisateur pour Jun'ya Satō, de la meilleure actrice dans un second rôle pour Yū Aoi, de la meilleure musique pour Joe Hisaishi, de la meilleure photographie pour Yoshitaka Sakamoto (ja), des meilleurs éclairages pour Takeshi Ōkubo et du meilleur montage pour Takeo Yoneda aux Japan Academy Prize[4]